# Stadio Pampeloponnisiako
Lo stadio di Pampeloponnisiako (Παμπελοπονησιακό Στάδιο) è uno stadio di calcio situato a Patrasso, in Grecia. Lo stadio è stato inaugurato l'8 agosto 2004, appena in tempo per ospitare le partite di calcio dei Giochi della XXVIII Olimpiade, che si sono svolte ad Atene, Grecia. Lo stadio ha 23.588 posti a sedere, anche se solo 18.900 posti a sedere sono stati a disposizione del pubblico per le partite delle Olimpiadi.